# Reacción de Suzuki
La reacción de Suzuki es una reacción orgánica, clasificada como una reacción de acoplamiento cruzado, donde los grupos de acoplamiento son un ácido borónico y un organohaluro catalizado por un complejo de paladio(0). Fue publicado por primera vez en 1979 por Akira Suzuki y compartió el Premio Nobel de Química en 2010 con Richard Heck y Eiichi Negishi por su esfuerzo por descubrir y desarrollar acoplamientos cruzados catalizados por paladio en síntesis orgánica. En muchas publicaciones, esta reacción también se conoce con el nombre de reacción Suzuki-Miyaura y también se conoce como el acoplamiento Suzuki. Se usa ampliamente para sintetizar poliolefinas, poliestirenos y bifenilos sustituidos. Se han publicado varias revisiones que describen los avances y el desarrollo de la reacción de Suzuki.
El esquema general para la reacción de Suzuki se muestra a continuación, donde se forma un enlace simple carbono-carbono (C-C) al acoplar compuesto de organoboro (R1-BY2) con un haluro (R2-X) usando un catalizador de paladio y una base:
El radical R1 representa un grupo alquilo, alquenilo, alquinilo o arilo y el radical R2 representa un grupo alquilo, alquenilo o arilo. El bromuro y el cloruro son los haluros más frecuentes, aunque a veces también se emplean el yoduro o el triflato como haluro. El primer catalizador que empleó Suzuki fue el complejo de tetraquis(trifenilfosfina)paladio(0), Pd(PPh3)4.

## Mecanismo de reacción
La mejor forma de observar el mecanismo de la reacción de Suzuki es a través del catalizador de paladio. El primer paso es la adición oxidante del paladio al haluro 2 para formar la especie de organopaladio 3. La reacción con una base produce el intermedio 4, que a través de una transmetalación con el complejo borato 6 forma la especie de organopaladio 8. que tras la eliminación reductora del producto 9 regenera el catalizador de paladio original:
El grupo Y del compuesto 5 generalmente es un (OH), pero a veces puede ser un grupo alquilo u O-alquilo.